# بررتس غرين (تشيشير)
بررتس غرين (بالإنجليزية: Barrets Green)‏ هي قرية تقع في المملكة المتحدة في شمال غرب إنجلترا.